# هيذر بوث
هيذر بوث (بالإنجليزية: Heather Booth)‏ (من مواليد 15 ديسمبر 1945) هي ناشطة أمريكية في مجال الحقوق المدنية والنسوية وخبيرة في الاستراتيجيات السياسية، شاركت في النشاطية لأسباب تقدّمية. خلال سنوات دراستها، كانت نشطة في كل من حركة الحقوق المدنية والقضايا النسوية. ومنذ ذلك الحين، كانت لديها مسيرة مهنية تُعنى بالحركة النسوية والتنظيم الاجتماعي والسياسة التقدمية.

## الحياة المهنية

### الحقوق المدنية
بدأت معارضة بوث للتمييز العنصري عندما كانت في المدرسة الابتدائية. دافعت عن طالب أمريكي من أصل أفريقي تعرض للهجوم بزعم سرقته غداء طالب آخر. بعد سنوات، عَلِمت أن الفتاة التي وجهت الاتهام وضعت الأموال في حذائها ونسيتها. في مقابلة أُجريت عام 1985، قالت بوث: «أتذكر أنني شعرت بأن علينا ألا نفعل هذا للناس». أثناء حياتها في المدرسة الثانوية، انضمّت إلى مؤتمر المساواة العرقية (سي أو آر إي) للاحتجاج ضد التمييز في الجنوب. في عام 1963، بعد فترة وجيزة من التحاقها بالكلية، انضمت إلى لجنة التنسيق الطلابية اللاعنفية (إس إن سي سي)، وبصفتها رئيسة لمجموعة أصدقاء الحرم الجامعي التابعة لـ«إس إن سي سي»، كانت منسقة لاتصال الطلاب بلجنة تنسيقية أخرى هي مجلس شيكاغو لمنظمات المجتمع (سي سي سي أو)، الذي كان يحتج على الفصل في المدارس في المدينة. ساعدت في هذا الدور في تنسيق مدارس الحرية في الجانب الجنوبي من شيكاغو.
بعد بضعة أشهر تطوعت للمشاركة في مخيّم صيف الحرّية، والذي عمل فيه متطوعون من الكليات والجامعات الشمالية والغربية على تسجيل الناخبين السود وإنشاء مدارس ومكتبات مستقلة (أو حرة). في مقابلة أُجريت عام 1989، قالت إن التجربة عززت التزامها بحركة الحقوق المدنية. خلال مواجهة المقاومة العنيفة من المسيسيبين البيض، كانت تخشى على حياتها، لكنها أدركت أيضًا أنه يمكنها أن تغادر وقتما تشاء وانذهلت ببطولة غير عادية للسكان السود الذين عملت معهم. وقالت: «كانت لديهم بطولة مسالمة، ليس فقط من خلال تصديهم للرصاص، وإنما باستعدادهم اليومي للذهاب والتحدث مع جيرانهم وعقد اجتماعات في كنائسهم ونقل الناس إلى منازلهم». قالت إن العمل كان مخيفًا ومليئًا أيضًا بالمهام المتعبة والمحبطة، وأدركت أن العمل المادي اليومي هو الذي يُحدث تغييرًا ملموسًا.
في عام 1965، قُبض على بوث لأول مرة أثناء تظاهرها ضد البنوك التي كانت تقدم الدعم المالي لنظام الفصل العنصري في جنوب إفريقيا. بعد ذلك بوقت قصير، ساعدت في تشكيل عدد من المجموعات المحلية التي سعت إلى التعرف على المشكلات الحضرية وإيجاد طرق للتغلب عليها. غادرت إس إن سي سي حوالي عام 1968، عندما لم يعد قادتها يرحبون بالبيض كأعضاء. ثم كرّست المزيد من وقتها للقضايا المتعلقة بالحركة النسوية والحركة المناهضة للحرب.

### الحركة النسوية
بعد فترة وجيزة من وصولها إلى الحرم الجامعي، جابهت بوث تحيز الجامعة لصالح الطلاب الذكور. في عام 1965، بدأت في تشكيل مجموعات توعية للتعامل مع المشكلة. اجتمعت هذه المجموعات الصغيرة من النساء بانتظام للتحدث عن الحوادث، البسيطة منها والأكثر خطورة، والتي بدا أنها حوادث خصوصية ولكن ثبُت في كثير من الأحيان أنها مشتركة. في كتيّب نُشر في أبريل 1968، لاحظ كلّ من بوث واثنين من الكتاب وجود ميل للنساء إلى «رؤية مشاكلهن على أنها مشاكل شخصية وبالتالي إلقاء اللوم على أنفسهن». وباكتشاف الأعضاء مقدار المخاوف المميزة ظاهريًا بكونها شائعة بالفعل، اكتسبوا إحساسًا بالتأثير الجماعي والذي قد يبذلونه تجاه تغيير الممارسات غير العادلة والمواقف المرفوضة التي قبلوها سابقًا باعتبارها أعرافًا ثقافية. ساعدت أيضًا في تنظيم دورة حول دراسات المرأة وبدأت في تدريب النساء اللاتي كان لديهن قلق التحدث في الصف، وأجرت دراسة حول تباين المعاملة بين الطلاب والطالبات في الصف. لاحظت معاملة غير متكافئة مشابهة بين الطلاب الناشطين، وأسست مجموعة حرم جامعي، سميت برنامج العمل الراديكالي للمرأة، لتوثيق ومكافحة الطرق التي يتم بها إنزال النساء إلى أدوار أدنى في المنظمات الوطنية مثل منظمة الطلاب من أجل مجتمع ديمقراطي وإس إن سي سي.
في عام 1965، سأل طالب بوث إن كان بإمكانها مساعدة أخته التي كانت مصدومة بسبب حمل غير مرغوب وتفكر في قتل نفسها. من خلال الاتصال بالفرع الطبي لحركة الحقوق المدنية، تمكنت من إحالة المرأة إلى طبيب حسن السمعة كان على استعداد لإجراء الإجهاض. وبانتشار الخبر رويدًا رويدًا في جميع أنحاء مجتمع الجامعة، طُلب منها إجراء المزيد من الإحالات إلى الطبيب نفسه. وبموافقتها، تأكدت من أنه لم يعالجهن وحسب، إذ تأكد أيضًا من تعافي المريضات بنجاح. ظهرت مجموعة جين، أو جين ببساطة، من هذه البداية المبكرة. شكلتها بوث من خلال إشراك الطلاب المتشابهين في التفكير في منظمة سرية لتقييم الأطباء وتقديم المشورة للنساء اللاتي اتصلن بهم وإجراء الإحالات والمتابعة عبر الهاتف. بحلول عام 1969، بدأت هذه المجموعة، التي تطلق على نفسها اسم «خدمة استشارات الإجهاض لتحرير المرأة»، في الإعلان في الصحف الطلابية والصحف السرية وتقديم النصائح للنساء الحوامل اللاتي يحتجن إلى مساعدة لـ«اتصل بجين». حُلّت مجموعة جين بعد قرار رو في. وايد الصادر عن المحكمة العليا الأمريكية في 22 يناير 1973، والذي أجاز الإجهاض في جميع أنحاء البلاد.
في عام 1969، اعترافًا بضرورة مواجهة النزعة القوية بين النسويات لرؤيتهن أنّ جميع الهياكل التنظيمية قمعية، انضمت بوث إلى خمس نساء أخريات ليؤسسن اتحاد شيكاغو لتحرير المرأة (سي دبليو إل يو). كن يعتقدن أن التنظيم أساسي لكي تكون الحركة قادرة على الوصول إلى النساء ولإعداد استراتيجيات للفوز بإصلاحات من شأنها أن تحسن حياة المرأة بشكل واضح. قلن إن هناك حاجة إلى منهج (أو مقاربة) منظم، بما في ذلك التخطيط الدقيق وتحديد أهداف محددة ووضع استراتيجيات لتحقيق هذه الأهداف. بشكل عام، كن ملتزمات بمساعدة النساء لاكتساب شعور بقوتهن الجماعية. نظمت سي دبليو إل يو فروعًا محلية ونشرت الصحف وأقامت مدرسة تحرير وشاركت في العمل المباشر.
تزوجت بوث في عام 1967، ثم بدأت بعد ولادة طفلين (في عامي 1968 و1970) في التعامل مع القضايا المتعلقة بالأسرة والتي اعتبرت معظم الناشطات النسويات أن لها أهمية ضئيلة أو معدومة. لم تجد أي مراكز محلية لرعاية الطفل في مجتمع هايد بارك حيث عاشت، وانضمت إلى صديقين في محاولة لإنشاء مركز. أدت العوائق البيروقراطية التي واجهوها إلى قيام الثلاثة بإنشاء منظمة جديدة على مستوى المدينة في شيكاغو سُمّيت بلجنة عمل رعاية الطفولة الكريمة (إيه سي دي سي). استنادًا إلى الأساس المنطقي المُقدّم لإنشاء سي دبليو إل يو، والتي كانت مرتبطةً به، أنشئت إيه سي دي سي بنية تنظيمية لها أهداف محددة وقابلة للتحقيق. صرّحت مذكرة تفاهم مكتوبة بشكل مجهول في عام 1972 أن هذه الأهداف هي مثال لبناء قاعدة قوة للنساء اللاتي يعملن معًا لإنجاز إصلاحات محددة في سياسة رعاية الطفولة، مع التوقع أن يقدم كل انتصار فرصة لتوسيع قاعدة القوة ولجعل أهداف أخرى في متناول اليد. لم تُنشئ اللجنة خدمات رعاية الطفل ولكنها عملت للتغلب على العوائق القانونية أمام التوسع الحقيقي لهذه الخدمات في جميع أنحاء المدينة. في غضون بضع سنوات، فرضت تحرير إجراءات الترخيص وفازت باستثمار في المدينة بقيمة مليون دولار في مراكز رعاية الطفولة.
نُشرت في عام 1972 «النسوية الاشتراكية: إستراتيجية للحركة النسائية»، والتي يُعتقد أنها أول منشور يستخدم مصطلح «النسوية الاشتراكية»؛ قدمتها هايد بارك ضمن فصل في سي دبليو إل يو شاملةً لكلّ من بوث وداي كريمر وسوزان ديفيس وديب دوبن وروبن كوفمان وتوبي كلاس.